# Antigua catedral de San José (Trinidad y Tobago)
La Antigua Catedral de San José o simplemente Catedral de San José (en inglés: Old Cathedral of St. Joseph) es el nombre que recibe un edificio religioso que está afiliado a la Iglesia católica y se encuentra ubicado en la calle Abercromby (La Rue Decide) de la localidad de San José (fundada por los españoles como San José de Oruña), parte de la Región Corporativa de Tunapuna-Piarco en el norte de la Isla de Trinidad en el país caribeño e insular de Trinidad y Tobago.
El templo sigue el rito romano o latino y depende de la arquidiócesis metropolitana de Puerto España. La iglesia original databa del siglo XVI de época novohispana de la provincia de Trinidad. Fue propiciadada por Domingo de Vera y Orun pero este primer templo fue saqueado y destruido por ataques de ingleses y holandeses y fue reconstruida en 1690. El templo custodió los restos mortales de  tres frailes capuchinos de las misiones de Trinidad del siglo XVII que fueron masacrados por los indios que trabajan en la Misión de San Rafael
En 1810, en época de la colonia británica de Trinidad, el edificio colapso, siendo reconstruido entre 1815 y 1817.En 1989 se realizaron excavaciones en el lugar de sepultura de los misioneros españoles que fueron trasladados a la Iglesia de San Rafael.
La iglesia dejó de ser catedral cuando la Catedral Basílica de la Inmaculada Concepción asumió sus funciones como la iglesia principal de la diócesis.